# MochiKit
MochiKit é uma biblioteca JavaScript leve escrita e mantida por Bob lppolito.
Inspirada pelo framework de rede em Python, Twisted, ela utiliza o conceito de execução atrasada que permite o comportamento assíncrono. Isto é útil no desenvolvimento de páginas web interativas que mantêm um diálogo com o servidor web, às vezes chamadas de aplicações Ajax.
Destaca-se sua habilidade para carregar e manipular conjunto de dados condificados em JSON, e MochiKit.DOM, um conjunto de funções para criar facilmente componentes de páginas dinâmicas.
MochiKit forma a base da funcionalidade do lado cliente da pilha de aplicações web Python do TurboGears. Talvez como um resultado do envolvimento do autor na comunidade Python, MochiKit exibe muitos idiomas familiares aos programadores Python e é normalmente usado em aplicações web baseadas em Python.